# Firdawsiyya
La confrérie Firdawsiyya est un ordre soufi ayant été fondé en Inde, au XIVe siècle. Elle tire son nom de son principal fondateur Badr al-Dîn Samarqandî Firdawsî, mort en 1316.

## Origine
Badr al-Dîn Samarqandî est le disciple et successeur du maître soufi Sayf al-Dîn Bâkharzî. La Firdawsiyya est donc considée comme une branche de la Kubrâwiyya,.